# Deklaracja z Balamand
Deklaracja z Balamand (Dokument z Balamand) – wspólna deklaracja ekumeniczna Kościoła katolickiego i Kościoła prawosławnego pod tytułem Uniatyzm, dawna metoda poszukiwania jedności, a dzisiejsze poszukiwania pełnej komunii, przyjęta 23 czerwca 1993 przez Międzynarodową Komisję Wspólną do spraw Dialogu Teologicznego między Kościołem rzymskokatolickim a Kościołem prawosławnym na jej siódmej sesji plenarnej w Balamand (Liban), 17–24 czerwca 1993.

## Wspólna Komisja
Komisja Wspólna składa się z wysokiej rangi hierarchów i uznanych teologów katolickich i prawosławnych, którzy obradują jako przedstawiciele swoich Kościołów – Kościoła rzymskokatolickiego i poszczególnych Cerkwi prawosławnych. Komisja, powołana wspólnym oświadczeniem papieża Jana Pawła II i patriarchy Konstantynopola Dymitra I w Konstantynopolu 30 listopada 1979, zaczęła pracę w 1980 nieformalnym jeszcze spotkaniem na Patmos i Rodos. Do tej pory zebrała się dziesięć razy: w Monachium (1982), na Krecie (1984), w Bari (Włochy, 1986 i 1987), w Valamo (Finlandia, 1988), Freising (Niemcy, 1990), Balamand (Liban, 1993) i Baltimore (Stany Zjednoczone, 2000), Belgrad (Serbia, 2006), Rawenna (Włochy, 2007). 
Na początku lat 90. XX wieku, na wniosek prawosławnych uczestników obrad, Komisja zdecydowała się odejść od tematów ściśle teologicznych i zająć tematem, który można określić jako „techniczny”, mianowicie sposobem doprowadzenia do jedności katolicko-prawosławnej („metoda obecnych poszukiwań pełnej komunii”). Owocem pracy Komisji Wspólnej nad tym zagadnieniem jest właśnie Deklaracja. Była ona poprzedzona oświadczeniem kończącym spotkanie we Freising, w którym odrzucono uniatyzm jako metodę poszukiwania jedności Kościoła. Następnie wspólny komitet koordynacyjny na obradach w Ariccia (Włochy) w czerwcu 1991 przygotował projekt dokumentu, przedyskutowany i zaakceptowany na spotkaniu Komisji w Balamand.

## Treść Deklaracji
Tekst Deklaracji z Balamand podzielony jest na trzy części: Wprowadzenie, Podstawy eklezjologiczne i Zasady praktyczne. Motywem przewodnim dokumentu były uzgodnione wcześniej założenia: dążenie do jedności Kościoła powszechnego oraz uznanie Cerkwi prawosławnej i Kościoła rzymskokatolickiego za Kościoły siostrzane. Chodziło o odrzucenie postawy odmawiającej statusu kościelnego drugiej stronie dialogu.

13. (...) Obie strony rozumieją, że to, co Chrystus powierzył Swojemu Kościołowi: wyznanie wiary apostolskiej, uczestnictwo w tych samych sakramentach, przede wszystkim jedyne kapłaństwo sprawujące jedyną ofiarę Chrystusa, sukcesja apostolska biskupów – nie może być uważane za wyłączną własność jednego z naszych Kościołów. W tym kontekście nie ulega wątpliwości, że powtórne chrzty muszą być zaniechane.
14. To w tej perspektywie Kościoły katolickie i Kościoły prawosławne uznają się wzajemnie za Kościoły siostrzane, obdarzone wspólną odpowiedzialnością za utrzymanie Kościoła Bożego w wierności Jego Boskiemu powołaniu, a szczególnie w tym co się tyczy jedności. Zgodnie ze słowami papieża Jana Pawła II, ekumeniczny wysiłek siostrzanych Kościołów Wschodu i Zachodu, zakorzeniony w dialogu i modlitwie jest poszukiwaniem doskonałej i pełnej komunii, która nie jest ani wchłonięciem, ani połączeniem, lecz spotkaniem w prawdzie i miłości (Deklaracja z Balamand, 13–14).

Katolickie rozróżnienie w ramach chrześcijaństwa na Kościoły i kościelne wspólnoty chrześcijańskie przypomniała siedem lat później deklaracja Dominus Iesus. Kościoły prawosławne są uznane za prawdziwe Kościoły partykularne, składające się na Kościół powszechny, który trwa nieprzerwanie poprzez sukcesję apostolską biskupa Rzymu w Kościele katolickim (powszechnym). Ten ostatni należy oczywiście rozumieć szerzej niż sam Kościół rzymskokatolicki obrządku łacińskiego:

Istnieje zatem jeden Kościół Chrystusowy, który trwa w Kościele katolickim rządzonym przez Następcę Piotra i przez biskupów w łączności z nim. Kościoły, które nie będąc w pełnej wspólnocie z Kościołem katolickim, pozostają jednak z nim zjednoczone bardzo ścisłymi więzami, jak sukcesja apostolska i ważna Eucharystia, są prawdziwymi Kościołami partykularnymi. Dlatego także w tych Kościołach jest obecny i działa Kościół Chrystusowy, chociaż brak im pełnej komunii z Kościołem katolickim, jako że nie uznają katolickiej nauki o prymacie, który Biskup Rzymu posiada obiektywnie z ustanowienia Bożego i sprawuje nad całym Kościołem. Natomiast Wspólnoty kościelne, które nie zachowały prawomocnego Episkopatu oraz właściwej i całkowitej rzeczywistości eucharystycznego misterium, nie są Kościołami w ścisłym sensie; jednak ochrzczeni w tych wspólnotach są przez chrzest wszczepieni w Chrystusa i dlatego są w pewnej wspólnocie, choć niedoskonałej, z Kościołem (Dominus Iesus, 17).

Podstawy eklezjologiczne Deklaracji z Balamand zawierają szereg tez, odnoszących się do historii stosunków prawosławno-katolickich. Określono sposoby doprowadzania do jedności, których stosowania wobec siebie obie strony się wyrzekły: uniatyzm i prozelityzm. Zagwarantowano jednocześnie istnienie Kościołów wschodnich katolickich, których misja ma polegać na pośredniczeniu w dialogu ekumenicznym między cerkwią a kościołem. 
Zasady praktyczne obejmują zalecenia dla duchownych prawosławnych i katolickich, którymi winni się kierować w pracy duszpasterskiej. Sprowadzają się one do powstrzymania się od aktów wrogości i do wzajemnej lojalności w tej pracy, a to w celu stopniowego wyrugowania nieufności i podejrzliwości. Deklaracja wzywa duchownych, zwłaszcza biskupów obu kościołów do koordynacji działalności dobroczynnej i zadań duszpasterskich, pomocy w sprawowaniu liturgii, niemieszania się w sprawy wiernych drugiego z kościołów, ugodowego rozstrzygania spraw spornych.

## Znaczenie Deklaracji
Deklaracja tej treści stanowiła ogromne ustępstwo obu stron dialogu katolicko-prawosławnego. Ze strony katolickiej ustępstwem było wyrzeczenie się popierania ruchu unickiego (uniatyzmu). Ze strony prawosławnej ustępstwem było zaakceptowanie istnienia Kościołów wschodnich katolickich, których samo istnienie jest dla Cerkwi kamieniem obrazy. Wreszcie ustępstwem obu stron było wzajemne odstąpienie od wyznaniowego ekskluzywizmu – uznanie, że i Kościół katolicki, i Cerkiew prawosławna są nosicielami zbawienia, zaś osiągnięcie jedności nie będzie polegać ani na wchłonięciu, ani na połączeniu, lecz na „spotkaniu w prawdzie i miłości”. 
Sformułowania te, stanowcze i przełomowe, były ogromnym i ryzykownym krokiem na drodze do jedności. Deklaracja z Balamand stała się dokumentem kontrowersyjnym. Bez zastrzeżeń zaakceptowali ją dwaj główni aktorzy kończącego się sporu – papież i patriarcha Konstantynopola. Jednakże i w Cerkwi, i w Kościele odezwały się głosy krytyki, zadziwiająco zbieżne w doborze argumentów: kwestionujące przede wszystkim odrzucenie myśli, że ich Kościół jest jedynym prawdziwym. Sprzeciwy te pochodziły z kręgów konserwatywnych zainteresowanych Kościołów. Głosy krytyki podniosły się również ze strony katolickich Kościołów wschodnich – rumuńskiej i ukraińskiej Cerkwi greckokatolickiej, które poczuły się zagrożone uznaniem za Kościoły siostrzane nie ich, lecz wprost Cerkwi prawosławnej. Takie obawy wyraził między innymi kardynał Myrosław Lubacziwski, unicki arcybiskup Lwowa. 
Po stronie prawosławnej przyjęcie Deklaracji było zróżnicowane. W styczniu 1995 prawosławny patriarchat Rumunii wprost wyraził pełne poparcie dla Deklaracji. Z kolei ultrakonserwatywna wspólnota mnisza Góry Athos, a w ślad za nią Grecka Cerkiew Prawosławna, odrzuciły Deklarację. Synod Rosyjskiej Cerkwi Prawosławnej w lipcu 1997 przyjął deklarację do wiadomości i podjął nad nią dyskusję, nie zajmując tymczasem wyraźnego stanowiska. 
Ogłoszenie Deklaracji wstrzymało katolicko-prawosławny dialog ekumeniczny. Odbiło się to w szczególności na pracach Wspólnej Komisji, która była w stanie zebrać się ponownie dopiero po siedmiu latach, przy czym spotkanie w Baltimore, mimo gorących dyskusji, nie przyniosło żadnych nowych wspólnych oświadczeń. Jak się wydaje (tak sądzi m.in. polski teolog Wacław Hryniewicz), podjęcie kwestii objętych Deklaracją z Balamand będzie możliwe dopiero po rozwiązaniu bieżących, lokalnych sporów katolicko-prawosławnych narosłych we wschodniej Europie na fali odrodzenia religijnego po upadku komunizmu.

## Uczestnicy
Lista delegatów, którzy wzięli udział w Siódmej Sesji Plenarnej Międzynarodowej Komisji Wspólnej ds. Dialogu Teologicznego między Kościołem Rzymskokatolickim a Kościołem Prawosławnym, która odbyła się w Szkole Teologicznej w Balamand (Liban), w dniach 17–24 czerwca 1993.

### Ze strony Wschodnich Kościołów Prawosławnych
Patriarchat Konstantynopola
- Jego Eminencja Arcybiskup Australijski Stylianos (Charkianakis), Prawosławny Przewodniczący Międzynarodowej Komisji Wspólnej
- Jego Eminencja Metropolita Włoski Spirydion (Papageorgiu) – Sekretarz Generalny

Patriarchat Aleksandrii
- Jego Eminencja Metropolita Nubijski Dionizy (Chadziwasiliu)
- Profesor Konstantyn Patelos

Patriarchat Antiochii
- Jego Eminencja Metropolita Byblosa i Botrysa Grzegorz (Chodr)
- Archimandryta Jan (Jazidżi)

Rosyjski Kościół Prawosławny
- Ks. Hegumen Nestor (Żilajew)

Rumuński Kościół Prawosławny
- Jego Eminencja Metropolita Transylwanii Antoni (Plămădeală)
- Ks. Dumitru Radu

Cypryjski Kościół Prawosławny
- Jego Eminencja Metropolita Morfu Chryzant (Sarijannis)

Polski Kościół Prawosławny
- Ks. Hieromnich Warsonofiusz (Doroszkiewicz)

Albański Kościół Prawosławny
- Profesor Teodor Papapavli

Fiński Kościół Prawosławny
- Jego Ekscelencja biskup Joensuu Ambroży (Jääskeläinen)

Patriarchaty Jerozolimy oraz Kościoły Gruzji, Serbii, Bułgarii, Grecji oraz Czechosłowacji nie miały swoich przedstawicieli.

### Ze strony Kościoła Katolickiego
- Jego Eminencja Kardynał Edward Cassidy, Przewodniczący Komisji Pontyfikalnej ds. Jedności Chrześcijan Katolicki Przewodniczący Międzynarodowej Komisji Wspólnej
- Jego Eminencja Kardynał Roger Etchegaray, Przewodniczący Komisji Pontyfikalnej „Justitia et Pax”, oraz Komisji „Cor Unum”
- Jego Eminencja Kardynał Friedrich Wetter, Arcybiskup Monachium i Freising
- Jego Ekscelencja Nicholas Foscolos, rzymskokatolicki Arcybiskup Aten
- Jego Ekscelencja Andrea Mariano Magrassi, Arcybiskup Bari-Bitonto
- Jego Ekscelencja Prałat Mirosław Stefan Marusyn, tytularny Arcybiskup Cadi, Sekretarz Kongregacji ds. Kościołów Wschodnich
- Jego Ekscelencja Joan Robu, Arcybiskup Bukaresztu
- Jego Ekscelencja Alfons Nossol, Biskup opolski
- Jego Ekscelencja Prałat Pierre Duprey, Sekretarz Komisji Pontyfikalnej ds. Jedności Chrześcijan
- Jego Ekscelencja Franc Perko, Arcybiskup Belgradu
- Jego Ekscelencja Boutros Gemayel, maronicki Arcybiskup Cypru
- Ks. Jean Corbon
- Profesor Archimandryta Frederick R. McManus
- Ks. Profesor Dymitros Salachas
- Ks. Profesor Ernst Christoph Suttner
- Ks. Profesor Hermann Vogt
- O. Archimandryta Emmanuel (Lanne), O.S.B.
- O. Profesor Jean M.R. Tillard, O.P.
- O. Profesor Andre de Halleux, O.F.M.
- Ks. Frans Bouwen
- O. Profesor John F. Long, S.J.
- Ks. Profesor Patrick van der Aalst
- Ks. Liviu Pandrea
- Profesor Vittorio Peri
- Ks. Józef Maj (w miejsce Sekretarza Prałata Eleuterio Fortino)